# Bangor (Saskatchewan)
Bangor es un pueblo canadiense situado en la provincia de Saskatchewan.

## Superficie
Bangor tiene una superficie de 1,57 km².

## Demografía
En 2021, tenía 40 habitantes, una densidad poblacional de 25,5 hab./km², y 12 viviendas.